# Projekt Darién

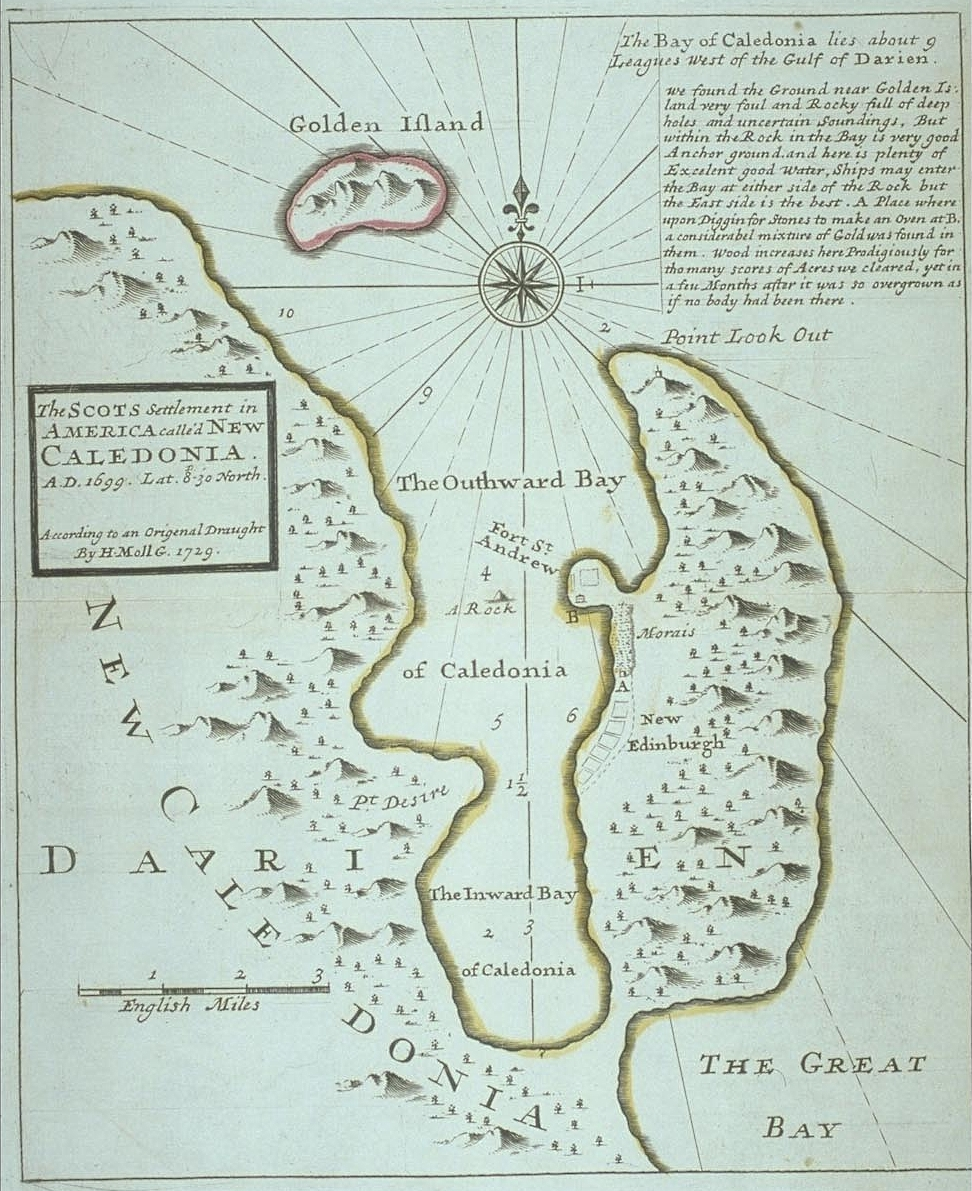
Mapa skotské kolonie

Vlajka Skotské společnosti

Projekt Darién (anglicky Darien Scheme) je označení pro neúspěšný pokus Skotského království vybudovat vlastní kolonii v oblasti Darién na území dnešní Panamy, k němuž došlo na konci 17. století. Jeho naprosté fiasko mělo za následek zhroucení skotské ekonomiky a výrazně přispělo k zániku skotské suverenity.

## Historie
Zakladatel Bank of England William Paterson (1658–1719) koncem 17. století předpověděl význam Panamské šíje pro světový obchod a navrhl skotské vládě, že by pro ni kontrola tohoto strategického území mohla představovat v budoucnu vítaný zdroj příjmů. V roce 1695 byla proto založena Skotská společnost pro obchod s Afrikou a Indiemi (Company of Scotland Trading to Africa and the Indies), do které začali nadšení skotští občané vkládat majetek, množství osob se hlásilo jako budoucí osadníci. Skotové viděli v plánu cestu, jak se stát prosperující zemí, která by mohla konkurovat sousední Anglii. 
V červenci 1698 vyplulo z Leithu pět lodí, na jejichž palubě bylo dohromady okolo 1300 osob. V listopadu téhož roku skotská výprava přistála na pobřeží Dariénu, kde v příhodném zálivu založila opevněnou vesnici New Edinburgh a okolní kraj pojmenovala New Caledonia podle starověkého názvu Skotska Kaledonie (melanéský ostrov Nová Kaledonie získal stejné pojmenování až roku 1774), zábor zahrnoval i ostrov Golden Island.
Osadníci však narazili na mimořádně nepříznivé podmínky: půda byla bažinatá a neúrodná, klima velmi nezdravé, místní Indiáni se k novým příchozím chovali nepřátelsky. Angličané a Španělé, kteří Skoty pokládali za vetřelce ve své zájmové oblasti, uvalili na osadu obchodní embargo. V důsledku hladu a malárie zemřely tři čtvrtiny obyvatel New Edinburghu, zbylí se v červenci 1699 rozhodli odplout zpátky do vlasti. Iniciátor projektu William Paterson ztratil v Dariénu manželku a syna, sám se vrátil s podlomeným zdravím.
V listopadu 1699 připlulo do Dariénu dalších 1500 Skotů, kteří nic netušili o osudu svých předchůdců. Pokusili se o obnovení osady, ale ta opět trpěla tropickými nemocemi, nedostatkem potravin a špatnou morálkou, navíc byla v lednu 1700 napadena španělskými vojáky. Po měsíčním obléhání se zbytek přeživších rozhodl vydat pevnost útočníkům a definitivně místo opustit. Oblast pak ovládli Španělé, stala se součástí Nové Granady.

## Důsledky
Nenávratná investice do koloniálního projektu vedla ke krachu Skotské společnosti, která v sobě akumulovala čtvrtinu kapitálu v zemi. Ve Skotsku proto nastala těžká ekonomická krize, jejímž důsledkem bylo přijetí Zákonů o unii a zánik samostatného Skotska v roce 1707 začleněním do Velké Británie –  de facto šlo o připojení k Anglii, která tomuto celku zcela dominovala.
Místo, kde se Skotové pokusili usadit, je dodnes známo jako Puerto Escocés („Skotský přístav“, 8°50′2″ s. š., 77°37′59″ z. d.). V roce 1979 zde byl proveden archeologický výzkum, který v džungli odhalil trosky bývalé pevnosti. Název nedalekého ostrovního města Caledonia (region Guna Yala) také odkazuje na někdejší skotskou kolonii. Celý Darién je dodnes velmi málo civilizovaný a řídce zalidněný. 
Správně předpokládaný strategický význam Panamské šíje byl zúročen teprve na přelomu 19. a 20. století, kdy byl vybudován Panamský průplav, ovšem v jiné části šíje, asi 200 km západně. I tento projekt nejprve zkrachoval (ačkoliv ho vedl zkušený Ferdinand de Lesseps), teprve roku 1914 stavbu průplavu úspěšně dokončili Američané.